# 亚硫酸钾
亚硫酸钾（化学式：K2SO3）是一个无机化合物。它在室温下为白色无味颗粒型粉末，可溶于水，其水溶液呈弱碱性。微溶于乙醇。除无水物外，亚硫酸钾还可以生成一水合物和二水合物。它主要用作食物防腐剂，E编码为E225。
与其它碱金属亚硫酸盐类似，亚硫酸钾可以通过将二氧化硫通入氢氧化钾溶液中制得，若二氧化硫过量，则得到亚硫酸氢钾。锌粉或钠汞齐可以将亚硫酸钾还原为连二亚硫酸钾（K2S2O4）。